# Bilbaos metro

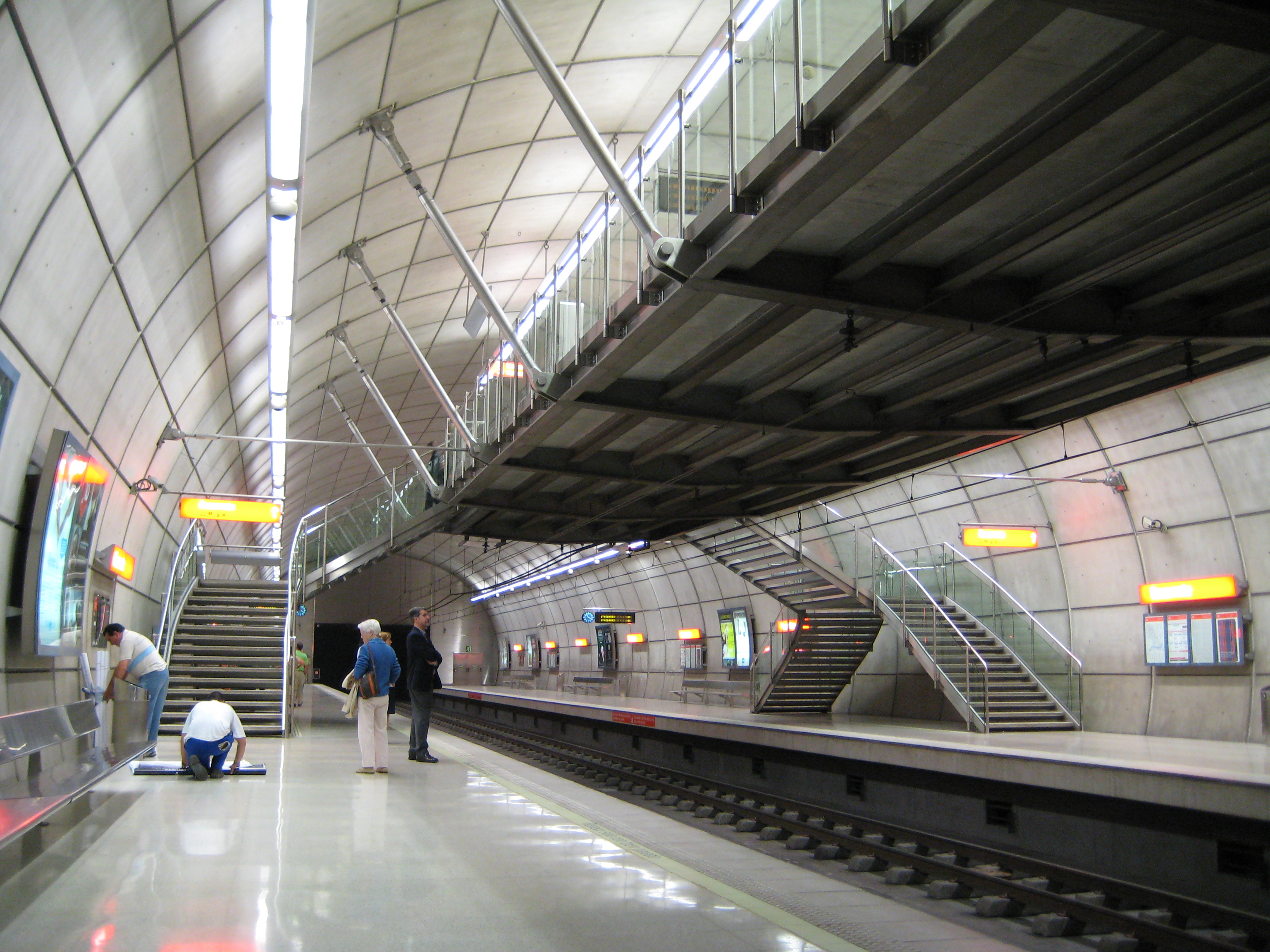
Metrostationen Basarrate (linjerna L1 och L2), med den karakteristiska ”grott”-arkitekturen som majoriteten av stationerna har.

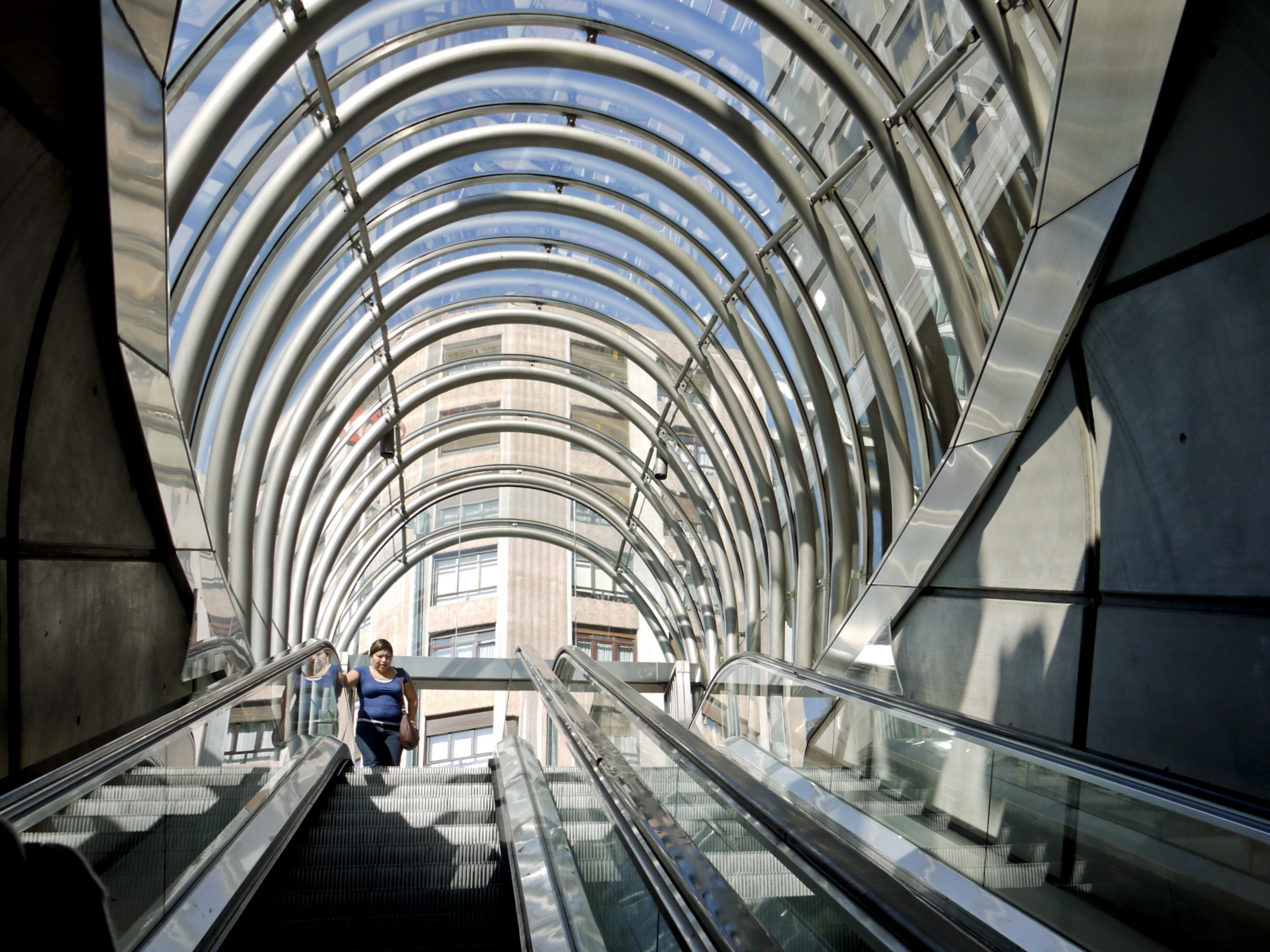
Metrostationen Moyua.

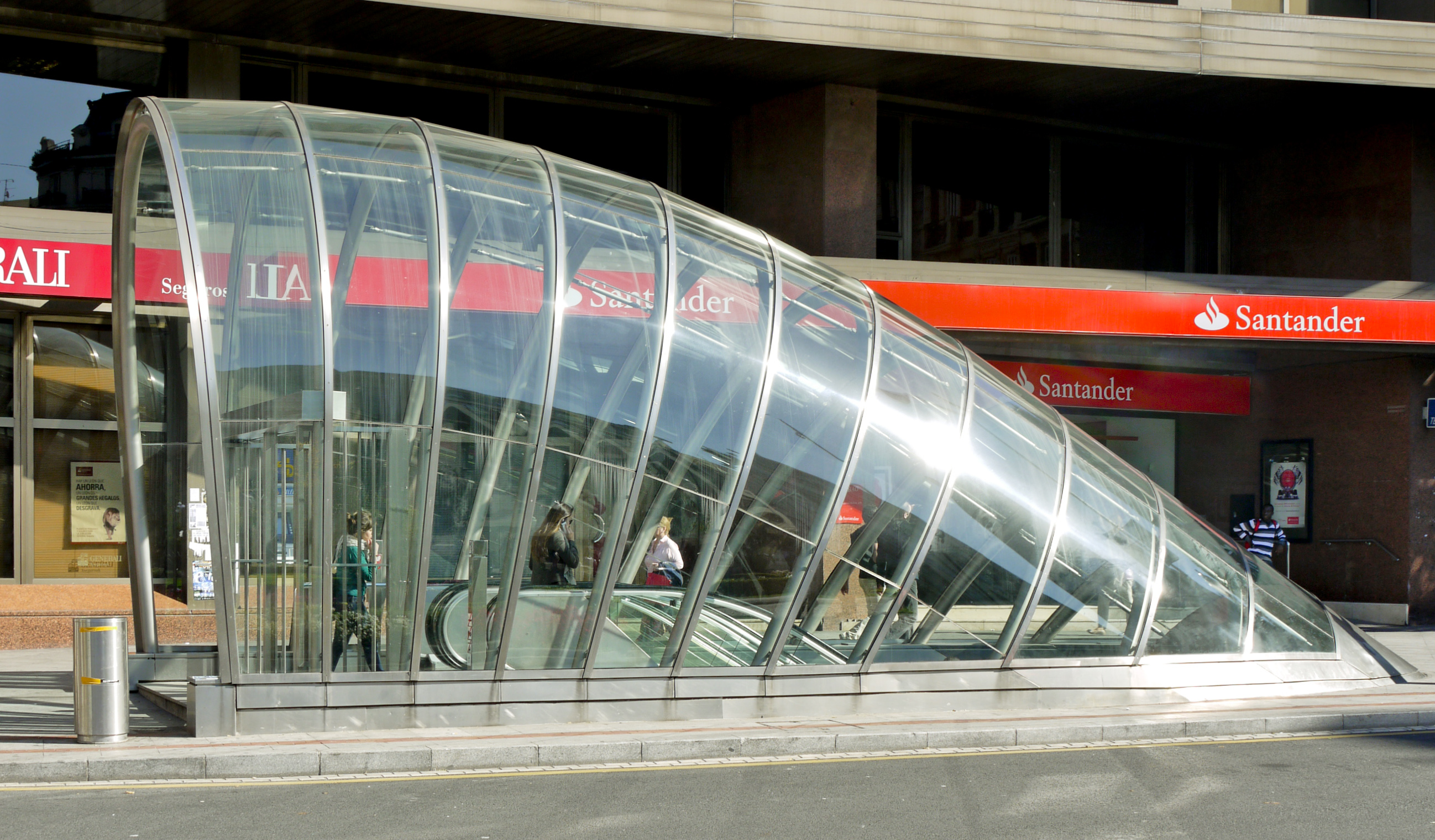
Metrostationen Moyua, med typisk glasöverbyggnad.

Bilbaos metro är en tunnelbana i Bilbao och dess storstadsområde, comarcan Gran Bilbao, ett område som sträcker sig längs båda stränderna av floden Nervións mynning och som samlar omkring en miljon invånare. Genom att den erbjuder en interurban service på kort distans kan man också se det som ett pendeltåg men med karakteristik för en tunnelbana. Linjesträckningarna bildar ett "Y", med två linjer, 1 och 2, som löper längs flodens båda stränder för att gå samman i en gemensam linje som går ända fram till södra Bilbao. Linje 2 har dessutom en kort bana med skytteltrafik (mellan Lanzadera och Mamariga). Linjenätet för metron ansluter till Bilbaos spårväg, Renfes pendeltågstrafik, EuskoTren (pendeltåg och regionaltåg), Feves pendeltågstrafik, regionaltåg och på längre distans och likaså de långväga Renfe-linjerna, samt bussterminalen Bilbao Intermodal (tidigare känd som Termibus).
Totalt uppgår linjesträckningen till 43,31 km (2011), det finns 40 stationer (24 underjordiska och 16 över jord) med 75 ingångar (hissarna exkluderade) fördelade på 66 vestibuler, och 9 elektriska försörjningsstationer.
Linjenätet är det fjärde längsta i Spanien, efter tunnelbanenäten i Madrid, Barcelona och Valencia. För närvarande[när?] är det det tredje största tunnelbanesystemet i Spanien om man räknar antalet transporterade passagerare (drygt 88,5 miljoner 2010) efter Madrids metro och Metron i Barcelona och före dem i Valencia, Sevilla och Palma de Mallorca.